# Walk (Foo Fighters)
Walk is een nummer van de Amerikaanse rockband Foo Fighters. Het nummer wordt in mei/juni 2011 uitgebracht als de tweede single van het zevende studioalbum Wasting light, dat op 12 april 2011 uitkwam.

## Achtergrondinformatie
Het nummer is de afsluiter van het album Wasting light. Hoewel het niet werd opgenomen in de soundtrack van de film Thor, was het nummer te horen in de scène waarin Thor zich van zijn krachten ontdoet en zich terugtrekt en tijdens de eindcredits. Ook is het op de achtergrond te horen tijdens de dialoog/bar scene tussen Thor en Erik Selvig. Het nummer werd gepromoot tijdens optredens waarbij de band het gehele album speelde. Dit was het geval bij de Late show with David Letterman en een optreden in de eigen Studio 606 dat op YouTube gepubliceerd was. Ook werd het op 9 april 2011 gespeeld op Saturday Night Live naast de vorige single Rope. In week 20 werd het verkozen tot 3FM Megahit en kwam het in week 21 binnen op de 28e positie in de Nederlandse tipparade.

## Tracklist
| Nr. | Titel | Duur  |
| --- | ----- | ----- |
| 1.  | Walk  | 04:19 |

## Hitnoteringen

### Nederlandse Top 40
| Hitnotering: 28-05-2011 t/m 04-06-2011 | Hitnotering: 28-05-2011 t/m 04-06-2011 | Hitnotering: 28-05-2011 t/m 04-06-2011 | Hitnotering: 28-05-2011 t/m 04-06-2011 |
| Week:                                  | 1                                      | 2                                      |                                        |
| -------------------------------------- | -------------------------------------- | -------------------------------------- | -------------------------------------- |
| Positie:                               | 32                                     | 31                                     | uit                                    |

### NederlandseSingle Top 100
| Hitnotering: (Week 1 t/m 2) 21-05-2011 t/m 28-05-2011 Hitnotering: (Week 3 t/m 7) 11-06-2011 t/m 09-07-2011 | Hitnotering: (Week 1 t/m 2) 21-05-2011 t/m 28-05-2011 Hitnotering: (Week 3 t/m 7) 11-06-2011 t/m 09-07-2011 | Hitnotering: (Week 1 t/m 2) 21-05-2011 t/m 28-05-2011 Hitnotering: (Week 3 t/m 7) 11-06-2011 t/m 09-07-2011 | Hitnotering: (Week 1 t/m 2) 21-05-2011 t/m 28-05-2011 Hitnotering: (Week 3 t/m 7) 11-06-2011 t/m 09-07-2011 | Hitnotering: (Week 1 t/m 2) 21-05-2011 t/m 28-05-2011 Hitnotering: (Week 3 t/m 7) 11-06-2011 t/m 09-07-2011 | Hitnotering: (Week 1 t/m 2) 21-05-2011 t/m 28-05-2011 Hitnotering: (Week 3 t/m 7) 11-06-2011 t/m 09-07-2011 | Hitnotering: (Week 1 t/m 2) 21-05-2011 t/m 28-05-2011 Hitnotering: (Week 3 t/m 7) 11-06-2011 t/m 09-07-2011 | Hitnotering: (Week 1 t/m 2) 21-05-2011 t/m 28-05-2011 Hitnotering: (Week 3 t/m 7) 11-06-2011 t/m 09-07-2011 | Hitnotering: (Week 1 t/m 2) 21-05-2011 t/m 28-05-2011 Hitnotering: (Week 3 t/m 7) 11-06-2011 t/m 09-07-2011 | Hitnotering: (Week 1 t/m 2) 21-05-2011 t/m 28-05-2011 Hitnotering: (Week 3 t/m 7) 11-06-2011 t/m 09-07-2011 |
| Week: | 1 | 2 | | 3 | 4 | 5 | 6 | 7 | |
| --- | --- | --- | --- | --- | --- | --- | --- | --- | --- |
| Positie: | 98 | 89 | uit | 100 | 58 | 62 | 87 | 98 | uit |

### VlaamseUltratop 50
| Hitnotering: 20-08-2011 t/m 24-09-2011 | Hitnotering: 20-08-2011 t/m 24-09-2011 | Hitnotering: 20-08-2011 t/m 24-09-2011 | Hitnotering: 20-08-2011 t/m 24-09-2011 | Hitnotering: 20-08-2011 t/m 24-09-2011 | Hitnotering: 20-08-2011 t/m 24-09-2011 | Hitnotering: 20-08-2011 t/m 24-09-2011 | Hitnotering: 20-08-2011 t/m 24-09-2011 |
| Week:                                  | 1                                      | 2                                      | 3                                      | 4                                      | 5                                      | 6                                      |                                        |
| -------------------------------------- | -------------------------------------- | -------------------------------------- | -------------------------------------- | -------------------------------------- | -------------------------------------- | -------------------------------------- | -------------------------------------- |
| Positie:                               | 49                                     | 37                                     | 25                                     | 29                                     | 33                                     | 48                                     | uit                                    |

### NPO Radio 2 Top 2000
| Nummer met noteringen in de NPO Radio 2 Top 2000 | '15  | '16 | '17 | '18 | '19 | '20 | '21 | '22 | '23 | '24 |
| ------------------------------------------------ | ---- | --- | --- | --- | --- | --- | --- | --- | --- | --- |
| Walk                                             | 1190 | 601 | 606 | 493 | 583 | 733 | 785 | 724 | 835 | 853 |

1. ↑  Een vetgedrukt getal geeft de hoogste notering aan.
2. ↑  2015 was het eerste jaar met een notering voor dit nummer.